# Xanthochlorus nigricilius
Xanthochlorus nigricilius är en tvåvingeart som beskrevs av Olejnicek 2004. Xanthochlorus nigricilius ingår i släktet Xanthochlorus och familjen styltflugor. Inga underarter finns listade i Catalogue of Life.